# Jouttiniemi
Jouttiniemi är en halvö i Finland. Den ligger i sjön Rutajärvi och i kommunen Urdiala i den ekonomiska regionen  Södra Birkaland och landskapet Birkaland, i den södra delen av landet, 130 km nordväst om huvudstaden Helsingfors.